# چی گوری
چی گوری (به لاتین: Trzy Góry) یک روستای لهستان در لهستان است که در Gmina Ryczywół واقع شده‌است.